# مارتن بروكيو
مارتن بروكيو هو لاعب هوكي جليد كندي، ولد في 10 مارس 1973 في أنجو في كندا.

## وصلات خارجية
- مارتن بروكيو على موقع دوري الهوكي الوطني (الإنجليزية)
- مارتن بروكيو على موقع قاعة مشاهير الهوكي (لاعب أن.إتش.أل) (الإنجليزية)
- مارتن بروكيو على موقع EliteProspects.com (الإنجليزية)
- مارتن بروكيو على موقع HockeyDB.com (الإنجليزية)